# Chris Nicholl
Chris Nicholl (12. října 1946 Wilmslow – 24. února 2024) byl severoirský fotbalista, obránce. Po skončení aktivní kariéry působil jako trenér.

## Fotbalová kariéra
Hrál v Anglii za Witton Albion FC, Halifax Town AFC, Luton Town FC, Aston Villa FC, Southampton FC a Grimsby Town FC. V anglické nejvyšší soutěži nastoupil ve 264 utkáních a dal 13 gólů. V Poháru UEFA nastoupil v 6 utkáních. Byl členem severoirské reprezentace na Mistrovství světa ve fotbale 1982, nastoupil v 5 utkáních. Za reprezentaci Severního Irska nastoupil v letech 1974-1983 v 51 utkáních a dal 3 góly.

## Ligová bilance
| Ročník                                    | Zápasy | Góly | Klub             |
| ----------------------------------------- | ------ | ---- | ---------------- |
| Football League Fourth Division 1968/1969 | 39     | 3    | Halifax Town AFC |
| Football League Third Division 1969/1970  | 3      | 0    | Halifax Town AFC |
| Football League Third Division 1969/1970  | 27     | 2    | Luton Town FC    |
| Football League Second Division 1970/1971 | 38     | 1    | Luton Town FC    |
| Football League Second Division 1971/1972 | 32     | 3    | Luton Town FC    |
| Football League Third Division 1971/1972  | 13     | 1    | Aston Villa FC   |
| Football League Second Division 1972/1973 | 41     | 0    | Aston Villa FC   |
| Football League Second Division 1973/1974 | 40     | 0    | Aston Villa FC   |
| Football League First Division 1974/1975  | 41     | 4    | Aston Villa FC   |
| Football League First Division 1975/1976  | 40     | 4    | Aston Villa FC   |
| Football League Second Division 1976/1977 | 35     | 2    | Aston Villa FC   |
| Football League Second Division 1977/1978 | 39     | 1    | Southampton FC   |
| Football League First Division 1978/1979  | 38     | 3    | Southampton FC   |
| Football League First Division 1979/1980  | 33     | 1    | Southampton FC   |
| Football League First Division 1980/1981  | 42     | 3    | Southampton FC   |
| Football League First Division 1981/1982  | 34     | 0    | Southampton FC   |
| Football League First Division 1982/1983  | 42     | 0    | Southampton FC   |
| Football League Second Division 1983/1984 | 39     | 0    | Grimsby Town FC  |
| Football League Second Division 1984/1985 | 31     | 0    | Grimsby Town FC  |
| CELKEM Football League First Division     | 264    | 13   |                  |